# Mikael Jansson (politiker)
Lars-Olof Mikael Jansson, född 4 september 1965 i Umeå stadsförsamling i Västerbottens län, är en svensk politiker och vice partiledare för Alternativ för Sverige. Jansson var partiledare för Sverigedemokraterna 1995–2005.
Jansson ersatte Anders Klarström på den senare posten. På landsdagarna 2005 ersattes han efter betydelsefullt motstånd från ungdomsförbundet SDU som partiledare med förbundets ordförande Jimmie Åkesson. Vid riksdagsvalet 2010 valdes Jansson in som riksdagsledamot, en position han hade mellan 2010 och 2018.
I april 2018 bytte Jansson parti till Alternativ för Sverige, efter vilket han i riksdagen räknades som partilös. Han förlorade sitt mandat efter riksdagsvalet 2018, då hans nya parti fick 0,31 % av rösterna.

## Biografi
Jansson växte upp i bergslagsorten Kopparberg. Han är gymnasieingenjör med inriktning på elektronik och telefoni. År 1990 gick han med i Centerpartiet och var under en tid andre vice ordförande i Örebrocenterns kommunorganisation och satt för Centerpartiet som suppleant i Vasa kommundelsnämnd i Örebro. År 1993 gick han över till Sverigedemokraterna, där han 1994 valdes till andre vice ordförande, och 1995 till ny partiordförande vid riksårsmötet i Norrköping.
Under Janssons tid som ordförande tog Sverigedemokraterna tydligare avstånd från politisk extremism. Partiets väljarstöd ökade. I riksdagsvalet 1994 hade Sverigedemokraterna fått 0,25 % av rösterna, i riksdagsvalet 1998 nådde man 0,37 % och i riksdagsvalet 2002 1,44 %. Efter hårda inre stridigheter utmanades Jansson vid riksårsmötet i maj 2005 av Jimmie Åkesson och förlorade omröstningen om partiledarposten med röstsiffrorna 91–50.
Jansson var riksdagsledamot 2010–2018, invald för Sverigedemokraterna för Hallands läns valkrets (2010) respektive Gävleborgs läns valkrets (2014). I riksdagen var han ledamot i försvarsutskottet 2010–2018. Han var även suppleant i EU-nämnden och miljö- och jordbruksutskottet.
Jansson var Sverigedemokraternas kandidat till posten som riksdagens andre vice talman 2010, men blev inte vald. Han var även ordförande för Sverigedemokraternas säkerhetspolitiska råd.[källa behövs] Den 9 april 2018 lämnade Jansson Sverigedemokraterna och gick över till Alternativ för Sverige. 2020 valdes Jansson till vice partiledare i AfS.